# Stegolepis linearis
Stegolepis linearis är en gräsväxtart som beskrevs av Henry Allan Gleason. Stegolepis linearis ingår i släktet Stegolepis och familjen Rapateaceae. Inga underarter finns listade i Catalogue of Life.